# Gautama Siddha
Gautama Siddha (... – VIII secolo) è stato un astronomo, astrologo e compilatore indiano naturalizzato cinese, noto per aver diretto la compilazione del Trattato sull'astrologia dell'era Kaiyuan durante la dinastia Tang.

## Biografia
Nacque a Chang'an e la sua famiglia era originaria dell'India, secondo la stele della tomba scoperta nel 1977 a Xi'an. La famiglia Gautama si era probabilmente stabilita in Cina da molte generazioni, e potrebbe essere stata presente persino prima della fondazione della dinastia Tang.
Fu noto soprattutto per la sua traduzione del calendario Navagraha in cinese. Introdusse anche i numeri indiani con lo zero (〇) in Cina nel 718, in sostituzione dei bastoncini numeratori.